# Yxtjärnen, Norrbotten
Yxtjärnen är en sjö i Piteå kommun i Norrbotten och ingår i Jävreån-Åbyälvens kustområde.